# Mitsubishi 4B4
Mitsubishi 4B4 — рядный четырёхцилиндровый бензиновый двигатель внутреннего сгорания, производящийся Mitsubishi Motors с 2017 года на базе 4A9.

## Технические характеристики
Двигатель Mitsubishi 4B4 разработан в целях соответствия новым эксплуатационным характеристикам, сухой массе и экологическим стандартам. Модель является производной от 4A9. Двигатель устанавливается на автомобили Mitsubishi Eclipse Cross и Mitsubishi Outlander. Обороты крутящего момента варьируются в диапазоне от 1800 до 4500 об/мин.

## 4B40

### Технические характеристики
| Тип                           | Рядный, четырёхцилиндровый, DOHC, 16 клапанов, MIVEC              |
| Объём                         | 1.5 л                                                             |
| Диаметр цилиндра x Ход поршня | 75 мм × 84,8 мм                                                   |
| Степень сжатия                | 10.0:1                                                            |
| Топливная система             | Система непосредственного впрыска топлива в бензиновых двигателях |
| Мощность                      | 120 кВт (163 л. с.) при 5500 об/мин                               |
| Крутящий момент               | 250 Н⋅м при 1800—4500 об/мин                                      |

### Устанавливается на
- 2017 Mitsubishi Eclipse Cross[1][2][3]
- 2023 Mitsubishi Outlander[4][5]